# Adolf Müllner
Amandus Gottfried Adolf Müllner, född den 18 oktober 1774 i Langendorf i dåvarande Kurfurstendömet Sachsen, död den 11 juni 1829 i Weissenfels, var en tysk dramatiker, systerson till skalden Bürger.
Müllner var 1798-1815 advokat i Weissenfels och ägnade därefter all sin tid åt litteraturen. Han skrev först en roman, Incest (1799), och senare flera lustspel på vers för en amatörteater, bl. a. Die Vertrauten (1811; De förtrogne, 1832, 1841 och 1858), samt vände sig till den romantiska ödestragiken. Hans enaktspjäs Der 29. Februar (1812) har till förutsättning Zacharias Werners Der 24. Februar, och de större tyska skådebanorna behärskades under ett årtionde av hans sorgespel Die Schuld (1812; Skulden, 1817, uppförd 1830), tack vare dess dystert fängslande stämning i taktsäker versform (lånad från Calderón) och säkra teknik. Tydligare framträder Müllners osjälvständighet i dramerna König Yngurd (1815), som utspelar sig i Skandinavien "ett årtusen före kristna tidräkningen", och Die Albaneserin (1820). Müllner uppträdde som en myndig och kitslig kritiker i de av honom utgivna Litteraturblatt (1820-1825) och Mitternachtblatt (1826-1829). Han utgav 1819 och 1826 Vermischte Schriften och 1828 Dramatische Werke (8 band).

## Svenska översättningar
- Skulden: sorgspel i fyra akter (översättning Ludvig Borgström). Ingår i: Kalender för damer, 1818, s. 1—16
- De förtrogne: komedi i två akter (Die Vertrauten) (översättning Fredrik Niklas Berg, 1832)